# 青い夏に身をまかせ
「青い夏に身をまかせ」（あおいなつにみをまかせ）は田中律子がLitz Co.（リッツカンパニー）名義でリリースしたシングル。

## 内容
田中が「Litz Co.」名義でリリースするも、事実上のラストシングルとなった。また、初のオリコントップ100位以内にチャートインした。自身が出演したテレビ朝日系「湘南女子寮物語」エンディングテーマで、サンバ的な曲になっている。

## 収録曲
1. 青い夏に身をまかせ
作詞：田中律子 作曲：UNI 編曲：葉山たけし
2. Do What You Wanna
作詞：田中律子 作曲：大黒摩季 編曲：葉山たけし
3. 青い夏に身をまかせ(inst.)

## 参加ミュージシャン
- 葉山たけし - ギター、シンセサイザー、ホイッスル
- 栗林誠一郎 - コーラス
- 生沢佑一（TWINZER） - コーラス
- 近藤房之助 - コーラス
- 大黒摩季 - コーラス